# Туровский детинец
Туровский детинец — центральная часть древнего Турова — одного из древнейших русских городов, известного с X века.

## Расположение
Городище (Замковая гора) древнего Турова находится на северо-западной окраине нынешнего города, на мысу, образованном двумя старыми протоками Припяти (Струменем и Домухой) и болотистой низменностью её правого притока — реки Язда. Площадь древнего детинца округло-треугольной формы составляет 1 га. По периметру он был защищён валом, не сохранившимся до наших дней. С юго-восточной детинец был отделён от окольного города рвом, который еще в начале XX века был постоянно наполнен водой. В 1970-х годах ров был частично засыпан. Окольный город примыкал к детинцу с юго-восточной стороны в форме четверти круга размером 100 х 170—180 м, занимая площадь около 1,5 га.
Площадка городища прямоугольной формы высотой 5—6 м над окружающей местностью сильно изменена в результате распашки под огороды, и существовавшие там оборонительные сооружения сохранились плохо. В юго-западной части площадки, возможно, на крутой возвышенности, стояла оборонительная кирпичная Туровская башня, разобранная в 1830-е годы. Каменное круглое сооружение второй половины XIII века типа волынских башен диаметром 11 м было сложено из кирпича на известковом растворе. Внутри башня имела несколько ярусов.

## Археологическое изучение
Археологическое изучение Туровского городища проводилось в конце XIX века В. З. Завитневичем, в первой половине XX века — А. Д. Коваленей, С. С. Шутовым, в 1960-х годах — экспедициями под руководством В. В. Седова, П. Ф. Лысенко. Археологами обнаружены остатки 35 построек, из которых 24 относятся к жилым. Все постройки наземные, срубной в простой угол конструкции, сложены из сосновых бревен. Размеры жилищ составляли 16—18 м², крупнейшие достигали 25 м². В нескольких постройках выявлены остатки дощатых полов, в одной из них было глинобитное грунтовое покрытие. Остатки глинобитных и кирпичных печей, трех погребов (один со стенами, обшитыми тонкими бревнами и дощатым полом) указывают на особенности обогрева жилья и обустройства хозяйственно-бытовых помещений их владельцев. Археологами обнаружены многочисленные фрагменты керамической посуды, инструменты, другие орудия труда и быта, оружие, различные украшения (браслеты, перстни, подвески, височные колты), застежки для книг, предметы религиозного культа. Археолог П. А. Раппопорт в 1961 году обнаружил участок кирпичной стены. В 1962—1963 годах на этом месте экспедиция М. К. Каргера исследовала остатки 6-столпной каменной церкви.
Туровский детинец и окольный город в качестве объектов историко-культурного наследия включены в Государственный список историко-культурных ценностей Республики Беларусь. Находки из Туровского городища находятся в богатой археологической коллекции Туровского краеведческого музея в разделе «История древнего Турова». На Замковой горе на месте разрушенного землетрясением в 1230 году каменного храма открыта скрипта «Древний Туров». остатки исторического городища сохраняются на археологической площадке, накрытой стеклянным шатром.